# Zale viridisquama
Zale viridisquama är en fjärilsart som beskrevs av Druce. Zale viridisquama ingår i släktet Zale och familjen nattflyn. Inga underarter finns listade i Catalogue of Life.